# Fundulea
Fundulea – rolnicze miasto w południowej Rumunii (Wołoszczyzna), w okręgu Călărași. 
Po raz pierwszy pojawia się jako Fondele na Mapie Księstw Mołdawii i Wołoszczyzny z 1774 r. autorstwa Jacoba Friedricha Schmidta. 
Pierwsza wzmianka dokumentalna pochodzi z 1778 r. we „Wspomnieniach historycznych i geograficznych o Wołoszczyźnie” opublikowanych w Lipsku przez generała Bauera: Fundule petit Village sur le ruisseau de Katora, s. 145.
Liczy 6217 mieszkańców (dane na rok 2002). Merem miasta jest Dorel Dorobanțu, członek Partii Socjaldemokratycznej. Prawa miejskie otrzymało 18 kwietnia 1989.